# Filme
Filme, fita ou película é um produto audiovisual finalizado, com uma certa duração, para ser exibido no cinema, na televisão ou em algum outro veículo. Um filme é formado por uma série finita de imagens fixas, registradas sobre um suporte físico e que, projetadas a uma velocidade maior que a capacidade resolutiva da visão humana, dão ao espectador a sensação de movimento.
A palavra "cinema" pode se referir à cinematografia, ou ao local de exibição do filme cinematográfico ou a indústria cinematográfica.

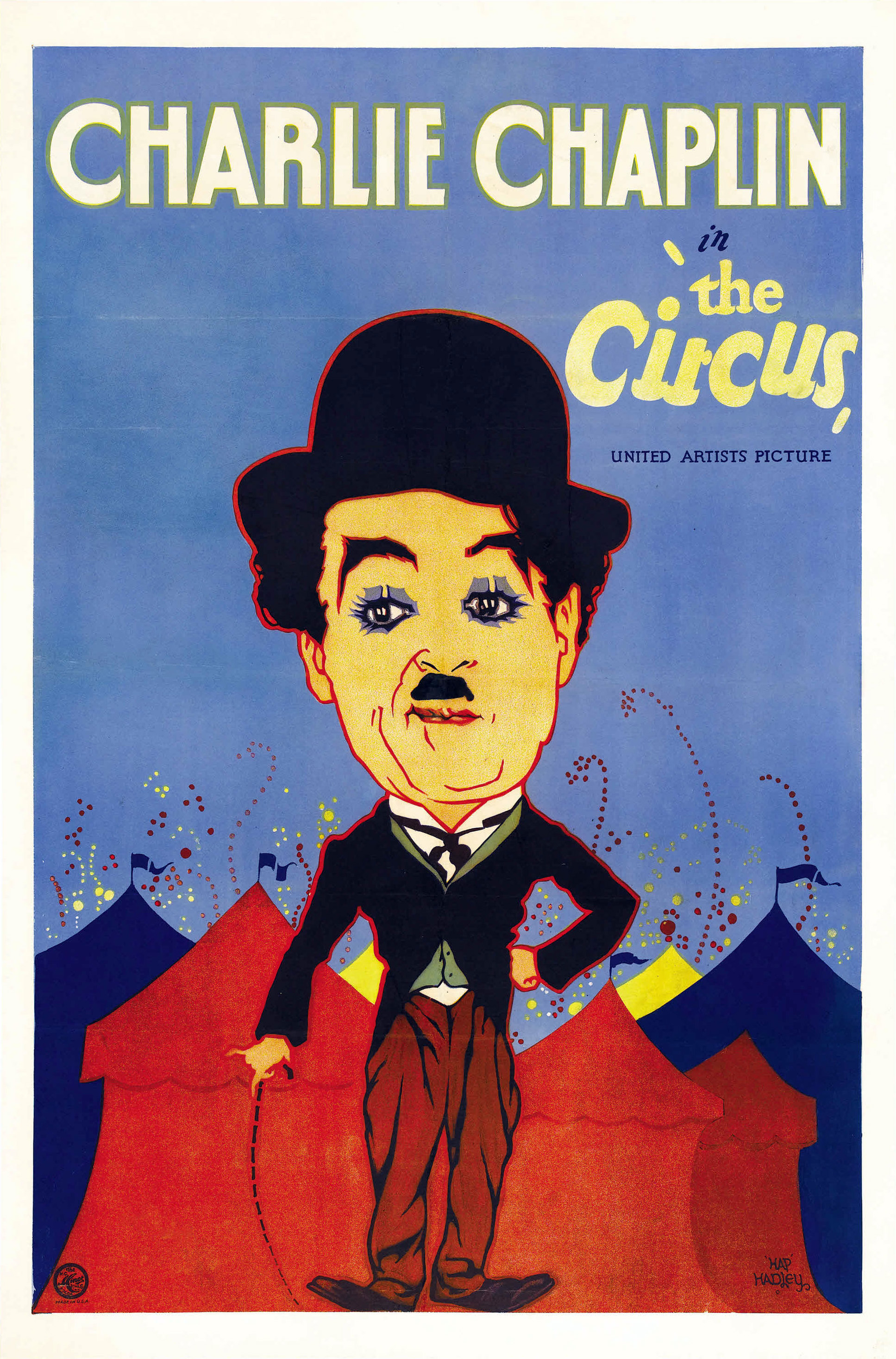
Um filme de comédia de Charlie Chaplin.

## Gêneros de filmes
Um filme pode ser categorizado em diferentes tipos de gêneros ao mesmo tempo, sendo um desses gêneros sempre o que é mais destacado durante o longa.
Com a criação de cada vez mais filmes ao longo dos anos, o cinema procura abordar com o passar dos anos, assuntos originais e inovadores com a intenção de atrair ainda mais pessoas a assistirem aos filmes.
Portanto, os diferentes tipos de gêneros que já existem até então não podem ser considerados como uma lista definitiva de todos os gêneros que já foram criados.

### Principais gêneros
- Ação; apresenta personagens do bem e do mal que usam a força física para resolver seus conflitos, sendo um gênero que normalmente está misturado com outros e muito conhecido por agregar vários filmes de super-heróis que estão fazendo muito sucesso nos dias de hoje.[12]

The Horse in Motion (1887): Animação da corrida de um cavalo feita com 15 quadros, pelo pioneiro da animação Eadweard Muybridge que estudava o ser humano em movimento. (veja aqui os quadros de origem).

- The Horse in Motion (1887): Animação da corrida de um cavalo feita com 15 quadros, pelo pioneiro da animação Eadweard Muybridge que estudava o ser humano em movimento. (veja aqui os quadros de origem).Animação; normalmente feito por computação gráfica. Seu processo de produção é muito mais lento do que os outros filmes levando normalmente 7 horas para fazer apenas um desenho (quadro/frame), mas com o avanço da tecnologia estimasse que esse tempo diminua com o passar dos anos.[13] No início do século XX, curtas-metragens em animação eram exibidos nos cinemas, vários personagens foram inventados durante esta que ficou conhecida como a Era de Ouro da animação estadunidense, como Mickey Mouse, Gato Félix, Popeye, Bugs Bunny, Betty Boop e entre outros.[14] Hoje em dia, os filmes em animação são feitos em computação gráfica, com algumas exceções como filmes em estilo anime.[15]
- Aventura; é um gênero que apresenta um mundo heroico em que o protagonista passa por diferentes obstáculos em busca de alcançar seu objetivo.
- Comédia; tem o objetivo de fazer o público rir, tanto de formas visuais como por meio de suas palavras.[16]
- Chanchada; é um filme que possui um humor ingênuo e geralmente voltado para uma população específica, como por exemplo apenas para um determinado país.
- Documentário; voltado para a exploração da realidade, abordando vários assuntos diferentes, como natureza, animais, biografias, guerras, história, culturas e entre outros.[17]
- The Stranger (1946), filme noir dirigido por Orson Welles.Noir; um filme noir é um filme que junta o expressionismo alemão, suspense, romance e entre outros gêneros cinematográficos, ele geralmente é conhecido por seu tom sério e cores em preto e branco. Grande parte dos filmes noir foram produzidos durante a década de 1940 a 1950, Touch of Evil (1958), de Orson Welles é comumente citado como o último filme do período "clássico" do noir.[18]
- Drama; sua intenção é de causar tensão no público, sendo Tragédias uma forma de drama, além dos dramas românticos que são um dos mais procurados pelo público.
- Fantasia; enredo em que utiliza-se a magia, aspectos sobrenaturais ou extraordinários.
- Faroeste; é um gênero clássico dos Estados Unidos conhecidos como "filmes de cowboys", apesar de outros países também terem feito sobre essa categoria. É geralmente conhecido por ser ambientado no oeste da América do Norte entre os Estados Unidos e o México no final do século XIX ou no inicio do Século XX, e possuir uma coloração amarelada.
- Ficção científica; apresenta assuntos relacionados ao futuro, como tecnologia avançada, viagens espaciais para outras galáxias ou para outros planetas, viagens no tempo, entre outros assuntos ficcionais.[19][20]
- Musical; pode apresentar qualquer tipo de enredo, mas sempre tendo várias músicas e coreografias ao longo do filme.[21]
- Romance; apresenta um enredo entre dois protagonistas que se relacionam amorosamente, tendo geralmente um "final feliz", mas sempre havendo exceções como por exemplo "Romeu e Julieta".[22]
- Terror ou Horror; tem o objetivo de causar medo no público e também de dar sustos e jumpscares, estando ligado diretamente ao suspense causando tensão em algumas cenas do filme.[23]
- Super-herói; apresenta assuntos relacionados a super-heróis, geralmente sendo adaptações de histórias em quadrinhos, os filmes normalmente são sobre um herói enfrentando um supervilão. Várias séries de filmes baseadas em super-heróis foram criadas, como Homem-Aranha, X-Men, Quarteto Fantástico, Batman, Superman, Universo Estendido DC, Universo Homem-Aranha da Sony e o Universo Cinematográfico Marvel.[24][25]
- Stop Motion/Claymation/Brickfilm; o stop motion é uma técnica de animação feita na vida real cuja ideia é tirar várias fotos do mesmo objeto em poses diferentes, dando a ilusão de movimento. Vários filmes se utilizaram desta técnica, como Coraline (2009) e Frankenweenie (2012). O claymation é uma técnica de animação semelhante ao stop motion, diferente do stop motion, o claymation se utiliza de plasticina (massa de modelar) ou barro, vários filmes foram feitos se utilizando do claymation, como Chicken Run (2000). O brickfilm é uma técnica de animação e stop motion onde se utiliza figuras Lego, vários filmes foram feitos se utilizando desta técnica, como The Lego Movie (2014) e The Lego Batman Movie (2017).[26]
- Paródia; a paródia é um meio cômico de zombar, comentar, banalizar ou criticar alguma coisa. Vários filmes paródias foram feitos, o mais popular sendo The Great Dictator (1940), produzido por Charlie Chaplin. Outros filmes populares do gênero são Superhero Movie (2008) e Vampires Suck (2010).
- Tokusatsu; um tokusatsu é um filme ou um telefilme produzido no Japão que contenha um forte uso de efeitos especiais, a maior parte destes são kaijus, filmes de ficção científica, terror e ação. Gojira (1954) foi o primeiro filme tokusatu de grande sucesso, seguido por Kamen Raider, Metal Hero e Power Rangers. Vários tokusatsus utilizam-se de mechas e robôs.[27]
- Pornografia; um filme pornográfico é um filme para adultos que contém conteúdo ilícito com cenas de nudismo, sexo e fetiches sexuais.
- Policial/Espionagem/Suspense; um filme policial é um filme de investigação, geralmente sobre um policial ou um grupo de policiais investigando um crime ou assassinato. Filmes de espionagem mostram as atividades de espionagem de agentes do governo e o risco de serem descobertos por seus inimigos. Dos thrillers de espionagem nazista da década de 1940 aos filmes de James Bond da década de 1960 e aos sucessos de bilheteria de alta tecnologia de hoje, o filme de espionagem sempre foi popular entre o público em todo o mundo.[28][29] Um filme de suspense é sobre algo que causa agitação e nervosismo no espectador. Elementos aflitivos, como apreensão, angústia e inquietação, assim como a preocupação com o bem-estar do personagem principal, é particularmente explorado pelo cineasta neste género. A tensão é criada ao atrasar o que os espetadores veem como inevitável e é construída através de situações que são ameaçadoras ou cujo escape aparenta ser impossível.[30]

## Produção de um filme
A elaboração de um filme é algo duradouro e pode-se dar por etapas.
Algumas produções têm muita visibilidade, englobando muitos custos (o filme mais caro produzido teve um custo de cerca de 700 milhões de dólares) e sendo formadas pelas altas empresas de Hollywood, já outras são menores, contando com a menor participação de pessoas em cada equipe.
A produção de um filme pode ser dividida em três fases: a pré-produção, a produção e a pós-produção.

### Pré-produção
Etapa marcada pelo planejamento do filme.
É onde o roteirista e a equipe especializada no roteiro desenvolvem a história do filme em sua forma cinematográfica. O roteiro separa os momentos da história em cenas individuais que podem ser gravadas e apresenta as falas dos personagens.
Após o roteiro, há outros processos a serem realizados, como a análise técnica ou o plano de imagens, que determinam a maneira como o roteiro será introduzido no filme e como as cenas serão gravadas, além de introduzir cada profissional em sua especialização.
Com as equipes formadas, outros recursos são levados em conta, como o figurino (roupas e acessórios utilizados pelos personagens), as câmeras, os cenários (lugares onde serão gravadas as cenas do filme), dentre outros.
Com o roteiro e os preparativos prontos para o filme, o elenco é formado e dias são marcados.

### Produção
Momento das gravações, tudo o que foi preparado na pré-produção é introduzido na produção.
É onde é introduzido o trabalho do diretor, que coordena o set de filmagens e coloca tudo em ordem, orientando aos atores como devem atuar e determinando como será gravada cada cena.

### Pós-produção
Etapa de finalização do filme. Com as cenas gravadas, assume daí a equipe encarregada da edição, que, por meio de técnicas e tecnologias editam e finalizam o filme.
É onde ocorre a realização de efeitos especiais, dublagem, trilha sonora, entre outros.

### Equipe técnica
Na produção de um filme, atuam diversos profissionais em várias áreas, e todos contribuem para sua finalização. Algumas especializações que podem ser levadas em conta são:
- Diretor: coordena toda a equipe;
- Roteirista: produz o roteiro;
- Produtor: adapta o roteiro para a versão cinematográfica;
- Produtor executivo: administra a parte financeira e controla os custos do filme;
- Elenco: atores responsáveis pela representação dos personagens;
- Diretor de fotografia: cuida da iluminação das cenas e escolhe quais câmeras e lentes serão utilizadas;
- Diretor de arte: define como serão os cenários e os figurinos;
- Técnico de som: escolhe os microfones e coordena o trabalho dos microfonistas;
- Montador: monta ou edita o filme.

## História

### Precursores
A arte cinematográfica inspirou-se em diversas tradições anteriores em áreas como a narrativa oral, a literatura, o teatro e as artes visuais. Formas de arte e entretenimento que já apresentavam imagens em movimento ou projetadas incluem:
- shadowgraphy, provavelmente praticada desde os tempos pré-históricos.
- Câmera escura, um fenômeno natural que possivelmente tem sido usado como auxílio artístico desde os tempos pré-históricos.
- Teatro de sombras, possivelmente originados por volta de 200 a.C. na Ásia Central, Índia, Indonésia ou China.
- Lanterna mágica, desenvolvida na década de 1650. Os shows de fantasmagoria multimídia com lanternas mágicas foram populares de 1790 até a primeira metade do século XIX e podiam apresentar slides mecânicos, projeção traseira, projetores móveis, sobreposição, vistas dissolvidas, atores ao vivo, fumaça (às vezes para projetar imagens), odores, sons e choques elétricos.

GIF animado de Stroboscopische Scheibe No. X do Prof. Stampfer (Trentsensky & Vieweg 1833)

### Antes do celuloide
O princípio da animação estroboscópica foi introduzido em 1833 com o disco estroboscópico (mais conhecido como fenacístico) e posteriormente aplicado no zootropo (desde 1866), no flip book (desde 1868) e no praxinoscópio (desde 1877), antes de se tornar o princípio básico da cinematografia.
Experimentos com os primeiros projetores de animação baseados em fenacísticos foram feitos pelo menos em 1843 e exibidos publicamente em 1847. Jules Duboscq comercializou sistemas de projeção de fenacísticos na França de aproximadamente  1853 até a década de 1890.
A fotografia foi introduzida em 1826 com Point de vue du Gras, mas inicialmente as emulsões fotográficas exigiam exposições tão longas que o registro de objetos em movimento parecia impossível. Pelo menos já em 1844, séries fotográficas de objetos em diferentes posições foram criadas para sugerir uma sequência de movimento ou documentar uma gama de ângulos de visão diferentes. O advento da fotografia estereoscópica, com os primeiros experimentos na década de 1840 e o sucesso comercial desde o início da década de 1850, despertou o interesse em completar o meio fotográfico com a adição de meios para capturar cor e movimento. Em 1849, Joseph Plateau publicou sobre a ideia de combinar sua invenção do fenacístico com o estereoscópio, como lhe sugeriu o inventor do estereoscópio, Charles Wheatstone, e usar fotografias de esculturas de gesso em diferentes posições para serem animadas no dispositivo combinado. Em 1852, Jules Duboscq patenteou um instrumento como o "Stéréoscope-fantascope, ou Bïoscope", mas ele o comercializou apenas por um curto período, sem sucesso. Um disco Bïoscope com fotografias estereoscópicas de uma máquina está na coleção Plateau da Universidade de Ghent, mas nenhum instrumento ou outro disco foi encontrado ainda.

### Década de 1880-1900: primeiros filmes
No final da década de 1880, a introdução de pedaços de filme fotográfico de celuloide e a invenção das câmeras cinematográficas, que podiam fotografar uma sequência rápida de imagens usando apenas uma lente, permitiram que a ação fosse capturada e armazenada em um único rolo compacto de filme.
Inicialmente, os filmes eram exibidos publicamente para uma pessoa de cada vez, por meio de dispositivos de "peep show", como o Eletrotaquiscópio, o Cinetoscópio e o Mutoscópio. Não muito tempo depois, os exibidores passaram a projetar filmes em telas grandes para o público dos cinemas.
As primeiras exibições públicas de filmes com entrada paga foram feitas em 1895 pelo americano Woodville Latham e seus filhos (usando filmes produzidos por sua empresa Eidoloscope ), pelos irmãos Skladanowsky e pelos irmãos franceses Auguste e Louis Lumière, mais conhecidos por L'Arrivée d'un train en gare de La Ciotat (1896), com dez de suas próprias produções. As exibições privadas as precederam por vários meses, com a de Latham ligeiramente anterior às dos outros.

### Década de 1900-1920: filmes mudos
Os filmes feito desde a década de 1890 até a década de 1920 não utilizavam áudios ou sons, embora essa tecnologia tenha sido inventada em 1860, a tecnologia do audiovisual ainda não estava disponível, era-se utilizado imagens com textos para simular falas e músicas ao fundo. No entanto, a tecnologia do audiovisual estava disponível a partir do final da década de 1920. Um dos maiores cineastas e ator que usou da técnica do filme mudo foi Charlie Chaplin, que pouco utilizou da tecnologia após sua invenção.

### Década de 1930-1940
Um avanço tecnológico significativo no cinema foi a introdução da "cor natural", onde a cor era capturada diretamente da natureza por meio da fotografia, em vez de ser adicionada manualmente a impressões em preto e branco usando técnicas como coloração à mão ou coloração por estêncil. Os primeiros processos de cor frequentemente produziam cores que pareciam longe de ser "naturais". Ao contrário da rápida transição dos filmes mudos para os filmes sonoros, a substituição do preto e branco pela cor aconteceu de forma mais gradual.
A inovação crucial foi a versão de três tiras do processo Technicolor, usado pela primeira vez em desenhos animados em 1932. O processo foi posteriormente aplicado a curtas-metragens de ação ao vivo, sequências específicas em longas-metragens e, finalmente, para um longa-metragem inteiro, Becky Sharp, em 1935. Embora o processo fosse caro, a resposta positiva do público, evidenciada pelo aumento da receita de bilheteria, geralmente justificava o custo adicional. Consequentemente, o número de filmes feitos em cores aumentou gradualmente ano após ano. Um dos primeiros filmes populares a usar cores foi O Mágico de Oz (1939).

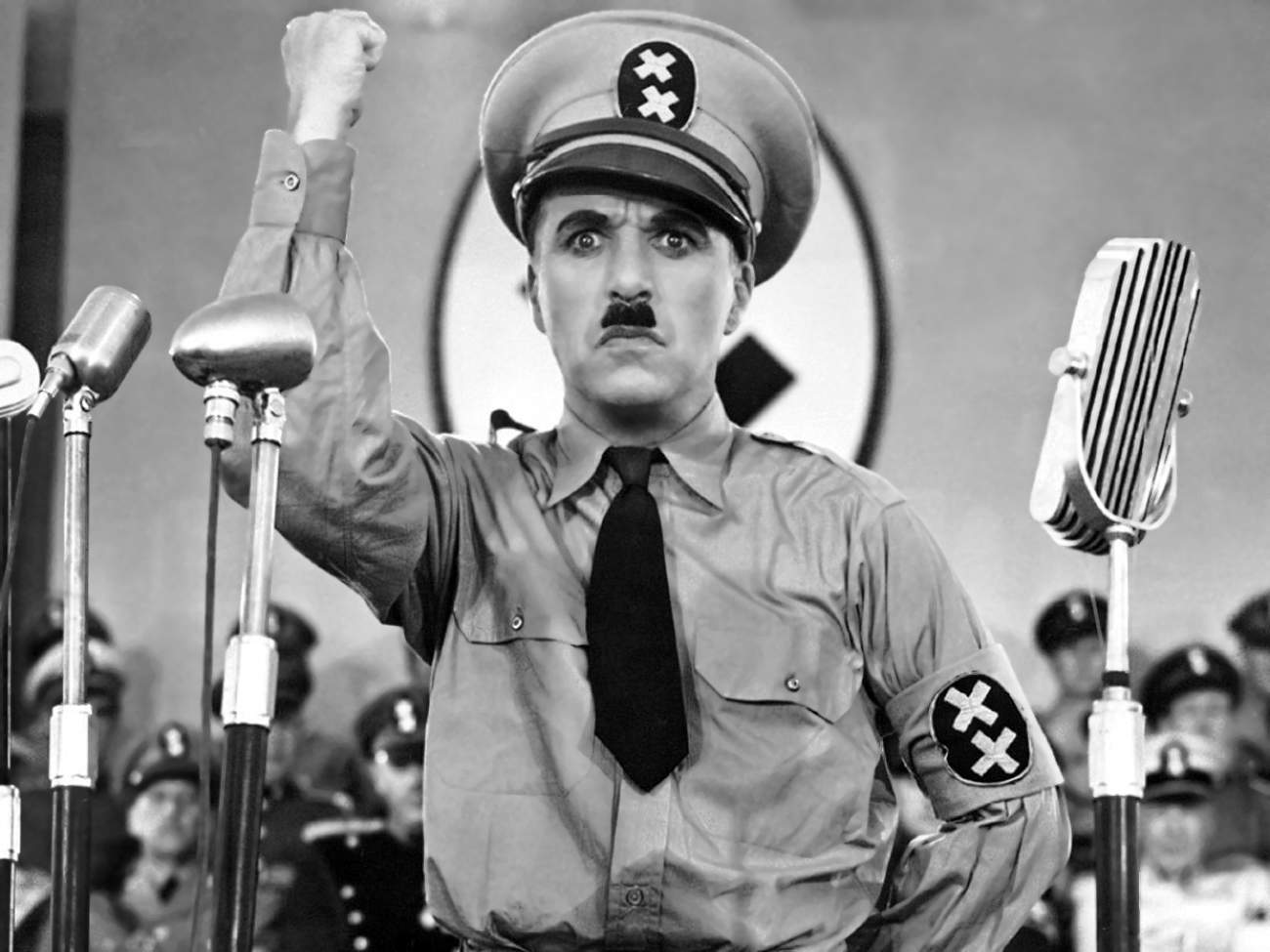
Chaplin interpretando Adenóide Hynkel em The Great Dictator (1940).

#### Segunda Guerra Mundial
Com o início da Segunda Guerra Mundial (1939-1945), vários filmes de propaganda foram produzidos, nos Estados Unidos, a Disney produziu diversos curtas-metragens em animação envolvendo seus principais personagens, Mickey Mouse, Pateta e Pato Donald em aventuras na guerra ao lado dos americanos. Na Alemanha Nazista, diversos filmes contendo material de cunho racista e apologia ao nazismo foram produzidos como uma forma de propaganda ao Terceiro Reich, como Leinen aus Irland (1939), o primeiro filme de guerra da Segunda Guerra Mundial. A Segunda Guerra Mundial mudou os rumos da indústria cinematográfica, muitas produções tiveram que ser canceladas ou modificadas. Hoje em dia, diversos documentários e filmes foram feitos sobre este conflito, como Oppenheimer (2023) e The Great Dictator (1940), O Grande Ditador foi um marco na indústria, Charlie Chaplin faz uma paródia do líder alemão Adolf Hitler, introduzindo um tirano governante de Tomânia chamado Adenóide Hynkel, que também é líder do partido Dupla-Cruz, uma referência à Suástica Nazista, Adenóide também é defensor da causa militar e do antissemitismo, praticas instauradas no governo de Hitler.

### Década de 1950: crescente influência da televisão
No início da década de 1950, a televisão em preto e branco começou a receber críticas, com muitos acreditando que a televisão não conseguiu atingir as elevadas expectativas intelectuais e culturais que acompanharam sua introdução. Em uma tentativa de atrair o público de volta aos cinemas, telas maiores foram instaladas, processos widescreen, projeção 3D polarizada e som estereofônico foram introduzidos, e mais filmes foram feitos em cores, o que logo se tornou a regra em vez da exceção. Alguns filmes importantes de Hollywood ainda estavam sendo feitos em preto e branco até meados da década de 1960, mas marcaram o fim de uma era. Os receptores de televisão em cores estavam disponíveis nos Estados Unidos desde meados da década de 1950, mas no início eram muito caros e poucas transmissões eram em cores.
Durante a década de 1960, os preços caíram gradualmente, as transmissões em cores tornaram-se comuns e as vendas dispararam. O veredito público esmagador a favor da cor foi claro. Após o lançamento da onda final de filmes em preto e branco em meados da década, todas as produções dos estúdios de Hollywood foram filmadas em cores, com as exceções habituais feitas apenas por insistência de cineastas "estrelas" como Peter Bogdanovich, Martin Scorsese e Alfred Hitchcock com seu filme Psicose (1960).

### Década de 1960-1980
As décadas que se seguiram ao declínio do sistema de estúdios na década de 1960 testemunharam mudanças na produção e no estilo cinematográfico. Diversos movimentos da Nouvelle Vague (incluindo a Nouvelle Vague Francesa, a Nouvelle Vague Alemã, a Nouvelle Vague Indiana, a Nouvelle Vague Japonesa, a Nouvelle Hollywood e a Nouvelle Vague Egípcia) e a ascensão de cineastas independentes formados em escolas de cinema contribuíram para as mudanças que o meio experimentou na segunda metade do século XX.
Na década de 1970, filmes de terror e slashers estavam começando a se popularizar após o lançamento de A Clockwork Orange (1971), este gênero teve seu fim no início da década de 1990.

### Década de 1990-presente
A tecnologia digital tem sido a força motriz da mudança ao longo da década de 1990 e na década de 2000. A projeção 3D digital substituiu em grande parte os sistemas de filme 3D anteriores, propensos a problemas, e tornou-se brevemente popular no início da década de 2010 com filmes como Avatar (2009). Os sistemas de cinema de tela grande usando filme de 35 mm e 70 mm foram desenvolvidos no final da década de 2010, com empresas como a IMAX Corporation.
No início da década de 2000, os filmes de super-heróis e comédia estavam em seu auge após o lançamento de filmes baseados em personagens da Marvel Comics e DC Comics. Como os filmes X-Men (2000), Spider-Man (2002) e sua sequência Spider-Man 2 (2004), Batman Begins (2005) e sua sequência The Dark Knight (2008) e Iron Man (2008).
Entre a década de 2010 e a década de 2020, diversos filmes de animação foram produzidos, como os filmes e franquias Despicable Me e Minions (2010-presente), Frozen (2013) e sua sequência Frozen 2 (2019), Big Hero 6 (2014) e Spider-Man: Into the Spider-Verse (2018) e sua sequência Spider-Man: Across the Spider-Verse (2023).

## Filmes de maior bilheteria
Os filmes de maior bilheteria da atualidade são, na grande maioria, produzidos durante o século XXI, o que inclui o filme de maior bilheteria da história, Avatar (2009). Os filmes de super-heróis, ação e aventura ocupam a maior parte das bilheterias, atualmente, existem 7 filmes que ultrapassaram a marca de 2 bilhões de dólares e 51 filmes que ultrapassaram a marca de 1 bilhão de dólares. Os 10 filmes de maior bilheteria incluem:
1. Avatar (2009); US$ 2 923 706 026; dirigido e roteirizado por James Cameron, lançado em dezembro de 2009 pela 20th Century Fox, é o filme de maior sucesso de bilheteria de todos os tempos, ele foi superado por alguns meses por Avengers: Endgame, mas após fazerem um relançamento do filme, Avatar novamente se tornou o filme de maior bilheteria de todos os tempos.[62]
2. Avengers: Endgame (2019); US$ 2 799 439 100; dirigido por Anthony e Joe Russo e roteirizado por Christopher Markus e Stephen McFeely, é o segundo filme de maior sucesso de todos os tempos e o filme de maior sucesso do Universo Cinematográfico Marvel, ele já foi o filme de maior sucesso de todos os tempos em seu lançamento, porém foi superado por Avatar após um relançamento.[63]
3. Avatar: The Way of Water (2022); US$ 2 320 250 281; dirigido por James Cameron e roteirizado por Cameron, Rick Jaffa e Amanda Silver, é o terceiro filme de maior bilheteria de todos os tempos.[64]
4. Titanic (1997); US$ 2 264 743 305; dirigido e roteirizado por James Cameron, é o quarto filme de maior bilheteria de todos os tempos, por muito tempo foi o filme de maior bilheteria de todos os tempos, sendo ultrapassado por Avatar em 2009.[65]
5. Ne Zha 2 (2025); US$ 2 112 495 434 (em exibição); dirigido e roteirizado por Jiaozi, é o quinto filme de maior bilheteria de todos os tempos, é também o filme animado e o filme chinês de maior bilheteria de todos os tempos, ultrapassando Inside Out 2 e Toy Story 4 (2019).[66]
6. Star Wars: Episode VII - The Force Awakens (2015); US$ 2 071 310 218; dirigido por J.J. Abrams e roteirizado por Abrams e Lawrence Kasdan, é o sexto filme de maior bilheteria de todos os tempos, além de ser o filme de maior bilheteria da franquia Star Wars.[67]
7. Avengers: Infinity War (2018); US$ 2 052 415 039; dirigido por Anthony e Joe Russo e roteirizado por Christopher Markus e Stephen McFeely, é o sétimo filme de maior sucesso de todos os tempos e o segundo filme de maior sucesso do Universo Cinematográfico Marvel.[68]
8. Spider-Man: No Way Home (2021); US$ 1 912 233 593; dirigido por Jon Watts e roteirizado por Chris McKenna e Erik Sommers, é o oitavo filme de maior sucesso de todos os tempos, o filme de maior sucesso da série de filmes Homem-Aranha e o terceiro filme de maior sucesso do Universo Cinematográfico Marvel.[69][70]
9. Inside Out 2 (2024); US$ 1 698 778 437; dirigido por Kelsey Mann e roteirizado por Meg LeFauve e Dave Holstein, é o nono filme de maior sucesso de todos os tempos e o filme de maior sucesso da Pixar.[71]
10. Jurassic World (2015); US$ 1 671 537 444; dirigido por Colin Trevorrow e roteirizado por Colin Trevorrow, Derek Connolly, Rick Jaffa e Amanda Silver, é o décimo filme de maior sucesso de todos os tempos, é o filme de maior sucesso da franquia Jurassic Park.[72]

### Franquias cinematográficas de maior bilheteria
As 10 franquias cinematográficas de maior bilheteria incluem:
- Universo Cinematográfico Marvel (2008-presente); US$ 32 181 781 816 (em exibição)

Franquia baseada no Universo Marvel, da Marvel Comics, todos os filmes são produzidos pela Marvel Studios, com excessão de The Incredible Hulk (2008) produzido pela Universal Pictures e os filmes do Homem-Aranha, produzidos pela Columbia Pictures. Os filmes do UCM são constituidos em sagas e fases, a Saga do Infinito (2008-2019) é constituída por três fases e 23 filmes, a Saga do Multiverso é constituída por três fases e 17 filmes. O filme de maior sucesso financeiro é Avengers: Endgame (2019). A franquia também possui séries de televisão, animações, spin-offs, histórias em quadrinhos, jogos eletrônicos e curtas-metragens.
- Homem-Aranha (1977-presente); US$ 11 154 013 844

Franquia baseada no Homem-Aranha, da Marvel Comics, todos os filmes são produzidos pela Columbia Pictures. Na década de 1970, foram produzidos quatro telefilmes, três produzidos pela Columbia Pictures com Nicholas Hammond interpretando Peter Parker / Homem-Aranha, um outro telefilme produzido pela Toei Company com Shinji Tōdō interpretando Takuya Yamashiro / Homem-Aranha. Na década de 2000, três filmes estrelados por Tobey Maguire como Peter Parker foram feitos. No início da década de 2010, Andrew Garfield interpretou Peter Parker na série The Amazing Spider-Man (2012-2014). Desde 2016, Tom Holland interpreta Peter Parker no Universo Cinematográfico Marvel, começando em Captain America: Civil War (2016), também possuindo uma trilogia e um novo filme em produção com lançamento planejado para 31 de julho de 2026. Em 2018, um filme animado chamado Spider-Man: Into the Spider-Verse foi lançado, ganhando um Óscar de melhor filme de animação, uma sequência intitulada Spider-Man: Across the Spider-Verse foi lançada em 2023, uma sequência de Across the Spider-Verse, intitulada Spider-Man: Beyond the Spider-Verse está planejada para ser lançada em junho de 2027. A Sony utilizou os personagens derivados de Homem-Aranha para produzir spin-offs, iniciando um universo compartilhado de vilões chamado Universo Homem-Aranha da Sony, começando com Venom (2018) e terminando com Kraven the Hunter (2024).
- Star Wars (1977-presente); US$ 10 340 762 577

Franquia iniciada em 1977, com Star Wars: Episode IV - A New Hope, dirigido por George Lucas. Atualmente, a franquia possui três trilogias, a Trilogia Original (1977-1983), a Trilogia Prequela (1999-2005) e a Trilogia Sequela (2015-2019), existem outros dois filmes antológicos, Rogue One: A Star Wars Story (2016) e Solo: A Star Wars Story (2018), um outro filme antológico está em produção chamado de Rogue Squadron. Até 2012, a franquia possuía o Universo expandido de Star Wars, este que sofreu um reboot pela presidente da Lucasfilm Kathleen Kennedy.
- Mundo Bruxo (2001-presente); US$ 9 666 688 218

Franquia focada no Mundo Bruxo da sub-franquia Harry Potter. A franquia possui 8 filmes.
- 007 (1962-presente); US$ 7 832 954 730
- X-Men (2000-presente); US$ 7 422 190 386

Franquia baseada em X-Men, da Marvel Comics, todos os filmes são produzidos pela 20th Century Fox. A série de filmes iniciou-se em 2000 com X-Men, ela possui 14 filmes, 7 sobre os X-Men, três sobre o Deadpool, três sobre o Wolverine e um spin-off dos Novos Mutantes. A franquia é bastante conhecida pelos seus personagens, como Wolverine interpretado por Hugh Jackman, Professor X interpretado por James McAvoy e Patrick Stewart, Magneto interpretado por Michael Fassbender e Ian McKellen, Deadpool interpretado por Ryan Reynolds e Mercúrio interpretado por Evan Peters. O último filme é Deadpool & Wolverine (2024), que é tanto parte da série de filmes X-Men e parte do Universo Cinematográfico Marvel. É esperado que muitos personagens da franquia reprisem seus papeis em Avengers: Doomsday (2026). O filme de maior sucesso desta franquia é Deadpool & Wolverine (2024), com US$ 1.338 bilhões.
- The Fast and the Furious (2001-presente); US$ 7 333 668 744
- Universo Estendido DC (2013-2023); US$ 7 206 517 428

Franquia baseada no Universo DC, da DC Comics, todos os filmes são produzidos pela DC Studios e a Warner Bros.. A série de filmes foi inicializada em Man of Steel (2013), acabou em Aquaman and the Lost Kingdom, possuindo ao todo 15 filmes. Esta franquia acumulou várias críticas ao longo dos anos, uma das maiores críticas sendo o realismo desnecessário dos filmes. O filme de maior sucesso desse universo é Aquaman (2018). Um reboot dessa franquia se iniciou com o lançamento de Superman (2025), no agora DC Universe.
- Batman (1966-presente); US$ 6 954 138 233

Franquia baseada no personagem Batman, da DC Comics. O primeiro filme é Batman: The Movie (1966), com Adam West interpretando Bruce Wayne. Entre 1989 e 1992, Michael Keaton interpretou Bruce Wayne em Batman (1989), Batman Returns (1992), Batgirl (2022) The Flash (2023), Val Kilmer interpreta Bruce Wayne na sequência Batman Forever (1995) e George Clooney interpreta Bruce Wayne na sequência Batman & Robin (1997) e The Flash (2023). Christian Bale interpreta Bruce Wayne em Batman Begins (2005), The Dark Knight (2008) e The Dark Knight Rises (2012). Ben Affleck interpreta Bruce Wayne no Universo Estendido DC, nos filmes Batman v Superman (2016), Suicide Squad (2016), Justice League (2017), Zack Snyder's Justice League (2021) e The Flash (2023). Robert Pattinson interpreta Bruce Wayne em The Batman (2022), The Batman: Part II será a sequência de The Batman, com data de estreia para 2027. Vários filmes dessa franquia foram cancelados, entre eles temos Batman Unchained, sequência de Batman & Robin, The Batman (DCEU) e Batman III de Tim Burton. Batman também possui diversos filmes animados, tanto parte dos universos DC Universe Animated Original Movies e o DC Animated Movie Universe e em universos solos, como The Lego Batman Movie (2017). Batman também aparece em diversos filmes da DC, como em filmes da Liga da Justiça, Jovens Titãs e Esquadrão Suicida.
- Jurassic Park (1993-presente); US$ 6 584 663 370 (em exibição)

Franquia baseada na série de livros Jurassic Park, de Michael Crichton.

## Indústria cinematográfica
A produção e exibição de filmes tornou-se uma fonte de lucro quase assim que o processo foi inventado. Ao ver o sucesso de sua nova invenção e seu produto em sua França natal, os Lumières rapidamente começaram a viajar pelo continente para exibir os primeiros filmes privadamente para a realeza e publicamente para as massas. Em cada país, eles normalmente adicionavam novas cenas locais ao seu catálogo e, rapidamente, encontraram empreendedores locais nos vários países da Europa para comprar seus equipamentos e fotografar, exportar, importar e exibir produtos adicionais comercialmente. A Oberammergau Passion Play de 1898 foi o primeiro filme comercial já produzido. Outros filmes logo se seguiram, e o cinema se tornou uma indústria separada que ofuscou o mundo do vaudeville. Cinemas e companhias dedicados foram formados especificamente para produzir e distribuir filmes, enquanto atores de cinema se tornaram grandes celebridades e recebiam enormes cachês por suas performances. Em 1917, Charlie Chaplin tinha um contrato que exigia um salário anual de um milhão de dólares. De 1931 a 1956, o filme também foi o único sistema de armazenamento e reprodução de imagens para programação de televisão até a introdução dos gravadores de videocassete.

## Filme e cinema
Os filmes foram assim denominados a partir do material básico utilizado como suporte para a impressão das imagens, o filme cinematográfico ou película cinematográfica. Segundo Aumont e Marie, "A partir da palavra inglesa film, que significa película, criou-se a palavra francesa film, que desde a origem do cinema designa o espetáculo cinematográfico gravado sobre esta película."
Inicialmente silenciosos ou dependentes de uma sonorização externa a cada nova sessão, os filmes passaram a contar com som sincronizado a partir do final dos anos 1920. Neste mesmo período, a velocidade de projeção das imagens foi padronizada em 24 quadros por segundo.

## Filme e vídeo
Com o surgimento da televisão e principalmente das fitas de vídeo, que a partir dos anos 1950 se tornaram um novo suporte físico para imagens com impressão de movimento, a palavra filme passou a designar especificamente os produtos audiovisuais realizados em película (suporte fotográfico), em oposição aos videofonogramas, ou simplesmente vídeos, produzidos em suporte eletrônico.
Mas os desenvolvimentos tecnológicos posteriores foram aos poucos relativizando esta divisão. Ainda nos anos 1950 surgiram os primeiros telecines, aparelhos utilizados para converter filmes cinematográficos em fitas de vídeo, facilitando a exibição destes filmes na televisão e mais tarde a circulação de cópias dos mesmos no mercado doméstico. Em 1981, "Il Mistero di Oberwald", dirigido pelo cineasta italiano Michelangelo Antonioni, tornou-se a primeira obra realizada totalmente em vídeo a ter lançamento comercial nos cinemas do mundo inteiro.
A partir dos anos 1990, com a crescente utilização da tecnologia digital, tanto no cinema quanto na televisão e no vídeo, a palavra filme passou a ser usada, cada vez mais, como sinônimo de produto audiovisual, independentemente do suporte de captação ou de finalização. O Dicionário Houaiss (2001) já define 'filme' como "obra cinematográfica registrada em filme", mas também como "obra cinematográfica registrada em qualquer suporte".

## Fã filmes
Vários filmes sobre vários personagens foram produzidos por fãs e estúdios independentes, como Spider-Man: Lotus (2023) e 3 Dev Adam (1973). O primeiro fã filme da história foi Anderson 'Our Gang (1926). A maior parte dos fã filmes de hoje em dia, são filmes de super-heróis, ação e tokusatsus.

## O papel do cinema na cultura

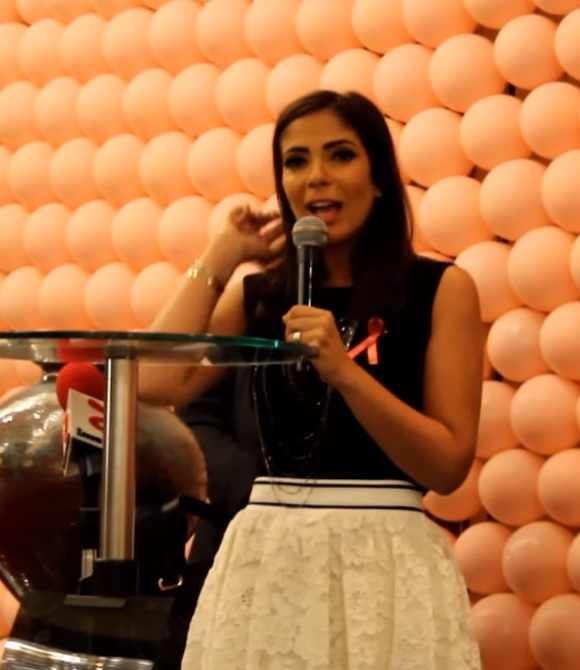
Mona Zaki, estrela do cinema egípcio, seus filmes influenciaram tanto a cultura egípcia quanto as culturas africanas

O cinema é utilizado para uma variedade de objetivos, incluindo educação e propaganda devido à sua capacidade de diálogo intercultural eficaz. Quando o propósito é principalmente educativo, um filme é chamado de "filme educativo". O filme pode ser propaganda, total ou parcialmente, como os filmes feitos por Leni Riefenstahl na Alemanha nazista, trailers de filmes de guerra dos EUA durante a Segunda Guerra Mundial, ou filmes artísticos feitos sob Stalin por Sergei Eisenstein. Eles também podem ser obras de protesto político, como nos filmes de Andrzej Wajda, ou mais sutilmente, nos filmes de Andrei Tarkovsky. O mesmo filme pode ser considerado educativo por alguns e propaganda por outros, já que a categorização de um filme pode ser subjetiva.